# Velká cena Velké Británie silničních motocyklů 2008
Velká cena Velké Británie se uskutečnila od 20.-22. června, 2008 na okruhu Donington Park.

## MotoGP
Favorizovaná trojice Rossi, Stoner a Pedrosa opět suverénně ovládla další závod. To že by se někdo dokázal mezi ně protlačit nikdo nepředpokládal. Náskok dosavadního lídla šampionátu Valentina Rossiho se ztenčil na pouhých 7 bodů.
Po závodě v Barceloně týmy zůstaly na dvoudenní testování. Oba dva dny testů vyhrál Casey Stoner s nejrychlejším časem 1:41.533. Tým Ducati představil poprvé na veřejnosti nový model GP9, který má podvozek z uhlíkových vláken.
Zraněného Lorise Capirossiho nahradil pro Velkou cenu Velké Británie mladý Američan Ben Spies, s nimž se počítalo pro zámořské závody na divokou kartu, ale absence Capirossiho zapříčinila jeho dřívější debut.
Nicky Hayden bude v Donington Parku poprvé startovat s novým motorem,který má pneumatické ovládání ventilů.

### Kvalifikace
| *                                               | *                                               | *                                                 |
| _______1_______ Casey Stoner Ducati 1:38.232    |                                                 |                                                   |
|                                                 | _______2_______ Valentino Rossi Yamaha 1:38.881 |                                                   |
|                                                 |                                                 | _______3_______ Chris Vermeulen Suzuki 1:39.018   |
| _______4_______ Nicky Hayden Honda 1:39.270     |                                                 |                                                   |
|                                                 | _______5_______ Colin Edwards Yamaha 1:39.601   |                                                   |
|                                                 |                                                 | _______6_______ Andrea Dovizioso Honda 1:39.783   |
| _______7_______ Anthony West Kawasaki 1:39.995  |                                                 |                                                   |
|                                                 | _______8_______ Ben Spies Suzuki 1:40.244       |                                                   |
|                                                 |                                                 | _______9_______ Daniel Pedrosa Honda 1:40.350     |
| _______10_______ Shinya Nakano Honda 1:40.417   |                                                 |                                                   |
|                                                 | _______11_______ John Hopkins Kawasaki 1:40.539 |                                                   |
|                                                 |                                                 | _______12_______ Sylvain Guintoli Ducati 1:40.595 |
| _______13_______ Alex de Angelis Honda 1:40.667 |                                                 |                                                   |
|                                                 | _______14_______ Randy de Puniet Honda 1:41.110 |                                                   |
|                                                 |                                                 | _______15_______ Marco Melandri Ducati 1:41.379   |
| _______16_______ James Toseland Yamaha 1:41.751 |                                                 |                                                   |
|                                                 | _______17_______ Jorge Lorenzo Yamaha 1:41.873  |                                                   |
|                                                 |                                                 | _______18_______ Toni Elias Ducati 1:42.933       |
| ----------------------------------------------- | ----------------------------------------------- | ------------------------------------------------- |

### Závod
| Pozice | #  | Jezdec           | Stroj    | Kola | Čas       | Rošt | Body |
| ------ | -- | ---------------- | -------- | ---- | --------- | ---- | ---- |
| 1      | 1  | Casey Stoner     | Ducati   | 30   | 44:44.982 | 1    | 25   |
| 2      | 46 | Valentino Rossi  | Yamaha   | 30   | +5.789    | 2    | 20   |
| 3      | 26 | Daniel Pedrosa   | Honda    | 30   | +8.347    | 9    | 16   |
| 4      | 5  | Colin Edwards    | Yamaha   | 30   | +12.678   | 5    | 13   |
| 5      | 4  | Andrea Dovizioso | Honda    | 30   | +14.801   | 6    | 11   |
| 6      | 48 | Jorge Lorenzo    | Yamaha   | 30   | +15.690   | 17   | 10   |
| 7      | 69 | Nicky Hayden     | Honda    | 30   | +18.196   | 4    | 9    |
| 8      | 7  | Chris Vermeulen  | Suzuki   | 30   | +21.666   | 3    | 8    |
| 9      | 56 | Shinya Nakano    | Honda    | 30   | +29.354   | 10   | 7    |
| 10     | 13 | Anthony West     | Kawasaki | 30   | +41.030   | 7    | 6    |
| 11     | 24 | Toni Elias       | Ducati   | 30   | +44.426   | 18   | 5    |
| 12     | 14 | Randy de Puniet  | Honda    | 30   | +46.199   | 14   | 4    |
| 13     | 50 | Sylvain Guintoli | Ducati   | 30   | +48.731   | 12   | 3    |
| 14     | 11 | Ben Spies        | Suzuki   | 30   | +49.591   | 8    | 2    |
| 15     | 15 | Alex de Angelis  | Honda    | 30   | +1:22.186 | 13   | 1    |
| 16     | 33 | Marco Melandri   | Ducati   | 30   | +1:30.021 | 15   |      |
| 17     | 52 | James Toseland   | Yamaha   | 29   | +1 kolo   | 16   |      |
| Ret    | 21 | John Hopkins     | Kawasaki | 16   | Porucha   | 11   |      |

### Průběžná klasifikace jezdců a týmů
| Pos | #  | Jezdec           | Stroj  | Body |
| --- | -- | ---------------- | ------ | ---- |
| 1   | 46 | Valentino Rossi  | Yamaha | 162  |
| 2   | 2  | Daniel Pedrosa   | Honda  | 151  |
| 3   | 1  | Casey Stoner     | Ducati | 117  |
| 4   | 48 | Jorge Lorenzo    | Yamaha | 104  |
| 5   | 5  | Colin Edwards    | Yamaha | 82   |
| 6   | 4  | Andrea Dovizioso | Honda  | 68   |
| 7   | 69 | Nicky Hayden     | Honda  | 57   |
| 8   | 52 | James Toseland   | Yamaha | 53   |
| 9   | 65 | Loris Capirossi  | Ducati | 51   |
| 10  | 56 | Shinya Nakano    | Honda  | 49   |

| Pos | Tým                     | Továrna  | Body |
| --- | ----------------------- | -------- | ---- |
| 1   | Fiat Yamaha Team        | Yamaha   | 266  |
| 2   | Repsol Honda Team       | Honda    | 210  |
| 3   | Ducati Marlboro Team    | Ducati   | 146  |
| 4   | Tech 3 Yamaha           | Yamaha   | 135  |
| 5   | Rizla Suzuki MotoGP     | Suzuki   | 101  |
| 6   | San Carlo Honda Gresini | Honda    | 74   |
| 7   | JiR Team Scot MotoGP    | Honda    | 63   |
| 8   | Kawasaki Racing Team    | Kawasaki | 48   |
| 9   | Alice Team              | Ducati   | 47   |
| 10  | LCR Honda MotoGP        | Honda    | 22   |

| Pos | Továrna  | Body |
| --- | -------- | ---- |
| 1   | Yamaha   | 180  |
| 2   | Honda    | 151  |
| 3   | Ducati   | 122  |
| 4   | Suzuki   | 71   |
| 5   | Kawasaki | 41   |

## 250cc

### Kvalifikace
| *                                                  | *                                                   | *                                                  | *                                                |
| _______1_______ Alvaro Bautista Aprilia 1:31.834   |                                                     |                                                    |                                                  |
|                                                    | _______2_______ Marco Simoncelli Gilera 1:32.004    |                                                    |                                                  |
|                                                    |                                                     | _______3_______ Hector Barbera Aprilia 1:32.353    |                                                  |
|                                                    |                                                     |                                                    | _______4_______ Thomas Lüthi Aprilia 1:32.835    |
| _______5_______ Yuki Takahashi Honda 1:32.853      |                                                     |                                                    |                                                  |
|                                                    | _______6_______ Hiroshi Aoyama KTM 1:32.983         |                                                    |                                                  |
|                                                    |                                                     | _______7_______ Julian Simon KTM 1:33.063          |                                                  |
|                                                    |                                                     |                                                    | _______8_______ Aleix Espargaro Aprilia 1:33.116 |
| _______9_______ Lukáš Pešek Aprilia 1:33.276       |                                                     |                                                    |                                                  |
|                                                    | _______10_______ Fabrizio Lai Gilera 1:33.281       |                                                    |                                                  |
|                                                    |                                                     | _______11_______ Alex Debon Aprilia 1:33.297       |                                                  |
|                                                    |                                                     |                                                    | _______12_______ Mattia Pasini Aprilia 1:33.302  |
| _______13_______ Roberto Locatelli Gilera 1:33.379 |                                                     |                                                    |                                                  |
|                                                    | _______14_______ Mika Kallio KTM 1:33.595           |                                                    |                                                  |
|                                                    |                                                     | _______15_______ Manuel Poggiali Gilera 1:33.660   |                                                  |
|                                                    |                                                     |                                                    | _______16_______ Karel Abraham Aprilia 1:33.859  |
| _______17_______ Hector Faubel Aprilia 1:33.954    |                                                     |                                                    |                                                  |
|                                                    | _______18_______ Ratthapark Wilairot Honda 1:34.039 |                                                    |                                                  |
|                                                    |                                                     | _______19_______ Alex Baldolini Aprilia 1:34.074   |                                                  |
|                                                    |                                                     |                                                    | _______20_______ Eugene Laverty Aprilia 1:34.285 |
| _______21_______ Imre Toth Aprilia 1:35.571        |                                                     |                                                    |                                                  |
|                                                    | _______22_______ Russel Gomez Aprilia 1:37.081      |                                                    |                                                  |
|                                                    |                                                     | _______23_______ Doni Tata Pradita Yamaha 1:38.170 |                                                  |
| -------------------------------------------------- | --------------------------------------------------- | -------------------------------------------------- | ------------------------------------------------ |

### Závod
| Pozice | #  | Jezdec              | Stroj   | Kola | Čas             | Rošt | Body |
| ------ | -- | ------------------- | ------- | ---- | --------------- | ---- | ---- |
| 1      | 36 | Mika Kallio         | KTM     | 27   | 42:14.410       | 14   | 25   |
| 2      | 58 | Marco Simoncelli    | Gilera  | 27   | +0.353          | 2    | 20   |
| 3      | 19 | Alvaro Bautista     | Aprilia | 27   | +1.237          | 1    | 16   |
| 4      | 21 | Hector Barbera      | Aprilia | 27   | +8.875          | 3    | 13   |
| 5      | 12 | Thomas Lüthi        | Aprilia | 27   | +11.359         | 4    | 11   |
| 6      | 4  | Hiroshi Aoyama      | KTM     | 27   | +16.124         | 6    | 10   |
| 7      | 6  | Alex Debon          | Aprilia | 27   | +16.136         | 11   | 9    |
| 8      | 60 | Julian Simon        | KTM     | 27   | +18.007         | 7    | 8    |
| 9      | 72 | Yuki Takahashi      | Honda   | 27   | +33.271         | 5    | 7    |
| 10     | 41 | Aleix Espargaro     | Aprilia | 27   | +49.681         | 8    | 6    |
| 11     | 15 | Roberto Locatelli   | Gilera  | 27   | +52.534         | 13   | 5    |
| 12     | 17 | Karel Abraham       | Aprilia | 27   | +55.311         | 16   | 4    |
| 13     | 52 | Lukáš Pešek         | Aprilia | 27   | +57.399         | 9    | 3    |
| 14     | 54 | Manuel Poggiali     | Gilera  | 27   | +57.641         | 15   | 2    |
| 15     | 55 | Hector Faubel       | Aprilia | 27   | +1:04.329       | 17   | 1    |
| 16     | 14 | Ratthapark Wilairot | Honda   | 27   | +1:06.156       | 18   |      |
| 17     | 32 | Fabrizio Lai        | Gilera  | 27   | +1:15.812       | 10   |      |
| 18     | 7  | Russel Gomez        | Aprilia | 26   | +1 kolo         | 22   |      |
| 19     | 45 | Doni Tata Pradita   | Yamaha  | 26   | +1 kolo         | 23   |      |
| Ret    | 50 | Eugene Laverty      | Aprilia | 19   | Porucha         | 20   |      |
| Ret    | 25 | Alex Baldolini      | Aprilia | 13   | Porucha         | 19   |      |
| Ret    | 75 | Mattia Pasini       | Aprilia | 12   | Následky nehody | 12   |      |
| Ret    | 10 | Imre Toth           | Aprilia | 11   | Porucha         | 21   |      |

### Průběžná klasifikace jezdců a týmů
| Pos | #  | Jezdec           | Stroj   | Body |
| --- | -- | ---------------- | ------- | ---- |
| 1   | 36 | Mika Kallio      | KTM     | 131  |
| 2   | 58 | Marco Simoncelli | Gilera  | 123  |
| 3   | 6  | Alex Debon       | Aprilia | 101  |
| 4   | 75 | Mattia Pasini    | Aprilia | 98   |
| 5   | 21 | Hector Barbera   | Aprilia | 82   |
| 6   | 4  | Hiroshi Aoyama   | KTM     | 80   |
| 7   | 19 | Alvaro Bautista  | Aprilia | 77   |
| 8   | 72 | Yuki Takahashi   | Honda   | 70   |
| 9   | 12 | Thomas Lüthi     | Aprilia | 57   |
| 10  | 60 | Julian Simon     | KTM     | 51   |

| Pos | Továrna | Body |
| --- | ------- | ---- |
| 1   | Aprilia | 167  |
| 2   | KTM     | 140  |
| 3   | Gilera  | 139  |
| 4   | Honda   | 77   |
| 5   | Yamaha  | 1    |

## 125cc

### Kvalifikace
| *                                                  | *                                                  | *                                                  | *                                                     |
| _______1_______ Simone Corsi Aprilia 1:37.488      |                                                    |                                                    |                                                       |
|                                                    | _______2_______ Gábor Talmácsi Aprilia 1:37.520    |                                                    |                                                       |
|                                                    |                                                    | _______3_______ Sergio Gadea Aprilia 1:37.649      |                                                       |
|                                                    |                                                    |                                                    | _______4_______ Scott Redding Aprilia 1:37.766        |
| _______5_______ Andrea Iannone Aprilia 1:37.950    |                                                    |                                                    |                                                       |
|                                                    | _______6_______ Nicolas Terol Aprilia 1:38.034     |                                                    |                                                       |
|                                                    |                                                    | _______7_______ Marc Marquez KTM 1:38.044          |                                                       |
|                                                    |                                                    |                                                    | _______8_______ Pablo Nieto KTM 1:38.104              |
| _______9_______ Tomoyoshi Koyama KTM 1:38.153      |                                                    |                                                    |                                                       |
|                                                    | _______10_______ Raffaele de Rosa KTM 1:38.186     |                                                    |                                                       |
|                                                    |                                                    | _______11_______ Bradley Smith Aprilia 1:38.347    |                                                       |
|                                                    |                                                    |                                                    | _______12_______ Esteve Rabat KTM 1:38.355            |
| _______13_______ Danny Webb Aprilia 1:38.473       |                                                    |                                                    |                                                       |
|                                                    | _______14_______ Joan Olive Derbi 1:38.554         |                                                    |                                                       |
|                                                    |                                                    | _______15_______ Stevie Bonsey Aprilia 1:38.606    |                                                       |
|                                                    |                                                    |                                                    | _______16_______ Sandro Cortese Aprilia 1:38.724      |
| _______17_______ Stefan Bradl Aprilia 1:38.775     |                                                    |                                                    |                                                       |
|                                                    | _______18_______ Randy Krummenacher KTM 1:38.856   |                                                    |                                                       |
|                                                    |                                                    | _______19_______ Michael Ranseder Aprilia 1:38.916 |                                                       |
|                                                    |                                                    |                                                    | _______20_______ Mike Di Meglio Derbi 1:38.938        |
| _______21_______ Takaaki Nakagami Aprilia 1:39.007 |                                                    |                                                    |                                                       |
|                                                    | _______22_______ Stefano Bianco Aprilia 1:39.037   |                                                    |                                                       |
|                                                    |                                                    | _______23_______ Lorenzo Zanetti KTM 1:39.386      |                                                       |
|                                                    |                                                    |                                                    | _______24_______ Pere Tutusaus Aprilia 1:39.538       |
| _______25_______ Jules Cluzel Loncin 1:39.760      |                                                    |                                                    |                                                       |
|                                                    | _______26_______ Dominique Aegerter Derbi 1:39.806 |                                                    |                                                       |
|                                                    |                                                    | _______27_______ Alexis Masbou Loncin 1:39.986     |                                                       |
|                                                    |                                                    |                                                    | _______28_______ Hugo van den Berg Aprilia 1:40.357   |
| _______29_______ Robin Lasser Aprilia 1:40.525     |                                                    |                                                    |                                                       |
|                                                    | _______30_______ Robert Muresan Aprilia 1:41.070   |                                                    |                                                       |
|                                                    |                                                    | _______31_______ Louis Rossi Honda 1:41.320        |                                                       |
|                                                    |                                                    |                                                    | _______32_______ Roberto Lacalendola Aprilia 1:42.182 |
| _______33_______ Matthew Hoyle Honda 1:42.316      |                                                    |                                                    |                                                       |
|                                                    | _______34_______ Connor Behan Honda 1:42.593       |                                                    |                                                       |
|                                                    |                                                    | _______35_______ Luke Hinton Honda 1:42.966        |                                                       |
|                                                    |                                                    |                                                    | _______36_______ Lee Costello Honda 1:43.149          |
| _______37_______ Paul Jordan Honda 1:43.227        |                                                    |                                                    |                                                       |
| -------------------------------------------------- | -------------------------------------------------- | -------------------------------------------------- | ----------------------------------------------------- |

### Závod
| Pozice | #  | Jezdec              | Stroj   | Kola | Čas             | Rošt | Body |
| ------ | -- | ------------------- | ------- | ---- | --------------- | ---- | ---- |
| 1      | 45 | Scott Redding       | Aprilia | 25   | 41:39.472       | 4    | 25   |
| 2      | 63 | Mike Di Meglio      | Derbi   | 25   | +5.324          | 20   | 20   |
| 3      | 93 | Marc Marquez        | KTM     | 25   | +5.806          | 7    | 16   |
| 4      | 33 | Sergio Gadea        | Aprilia | 25   | +13.990         | 3    | 13   |
| 5      | 24 | Simone Corsi        | Aprilia | 25   | +16.855         | 1    | 11   |
| 6      | 71 | Tomoyoshi Koyama    | KTM     | 25   | +17.181         | 9    | 10   |
| 7      | 6  | Joan Olive          | Derbi   | 25   | +18.014         | 14   | 9    |
| 8      | 73 | Takaaki Nakagami    | Aprilia | 25   | +18.222         | 21   | 8    |
| 9      | 11 | Sandro Cortese      | Aprilia | 25   | +18.404         | 16   | 7    |
| 10     | 38 | Bradley Smith       | Aprilia | 25   | +18.891         | 11   | 6    |
| 11     | 12 | Esteve Rabat        | KTM     | 25   | +18.976         | 12   | 5    |
| 12     | 60 | Michael Ranseder    | Aprilia | 25   | +28.269         | 19   | 4    |
| 13     | 34 | Randy Krummenacher  | KTM     | 25   | +28.347         | 18   | 3    |
| 14     | 35 | Raffaele de Rosa    | KTM     | 25   | +29.403         | 10   | 2    |
| 15     | 8  | Lorenzo Zanetti     | KTM     | 25   | +35.763         | 23   | 1    |
| 16     | 16 | Jules Cluzel        | Loncin  | 25   | +35.868         | 25   |      |
| 17     | 51 | Stevie Bonsey       | Aprilia | 25   | +38.158         | 15   |      |
| 18     | 18 | Nicolas Terol       | Aprilia | 25   | +42.766         | 6    |      |
| 19     | 77 | Dominique Aegerter  | Derbi   | 25   | +42.924         | 26   |      |
| 20     | 27 | Stefano Bianco      | Aprilia | 25   | +1:06.296       | 22   |      |
| 21     | 21 | Robin Lasser        | Aprilia | 25   | +1:10.158       | 29   |      |
| 22     | 30 | Pere Tutusaus       | Aprilia | 25   | +1:10.905       | 24   |      |
| 23     | 69 | Louis Rossi         | Honda   | 25   | +1:29.269       | 31   |      |
| 24     | 95 | Roberto Muresan     | Aprilia | 24   | +1 kolo         | 30   |      |
| 25     | 56 | Hugo van den Berg   | Aprilia | 24   | +1 kolo         | 28   |      |
| 26     | 67 | Lee Costello        | Honda   | 24   | +1 kolo         | 36   |      |
| 27     | 19 | Roberto Lacalendola | Aprilia | 24   | +1 kolo         | 32   |      |
| Ret    | 29 | Andrea Iannone      | Aprilia | 19   | Nehoda          | 5    |      |
| Ret    | 17 | Stefan Bradl        | Aprilia | 18   | Následky nehody | 17   |      |
| Ret    | 64 | Matthew Hoyle       | Honda   | 14   | Nehoda          | 33   |      |
| Ret    | 66 | Connor Behan        | Honda   | 14   | Porucha         | 34   |      |
| Ret    | 68 | Paul Jordan         | Honda   | 14   | Porucha         | 37   |      |
| Ret    | 5  | Alexis Masbou       | Loncin  | 5    | Nehoda          | 27   |      |
| Ret    | 65 | Luke Hinton         | Honda   | 4    | Nehoda          | 35   |      |
| Ret    | 1  | Gábor Talmácsi      | Aprilia | 1    | Nehoda          | 2    |      |
| Ret    | 22 | Pablo Nieto         | KTM     | 0    | Nehoda          | 8    |      |
| Ret    | 99 | Danny Webb          | Aprilia | 0    | Nehoda          | 13   |      |

### Průběžná klasifikace jezdců a týmů
| Pos | #  | Jezdec         | Stroj   | Body |
| --- | -- | -------------- | ------- | ---- |
| 1   | 63 | Mike Di Meglio | Derbi   | 132  |
| 2   | 24 | Simone Corsi   | Aprilia | 109  |
| 3   | 17 | Stefan Bradl   | Aprilia | 77   |
| 4   | 18 | Nicolas Terol  | Aprilia | 75   |
| 5   | 44 | Pol Espargaro  | Derbi   | 75   |
| 6   | 6  | Joan Olive     | Derbi   | 74   |
| 7   | 1  | Gábor Talmácsi | Aprilia | 68   |
| 8   | 33 | Sergio Gadea   | Aprilia | 62   |
| 9   | 45 | Scott Redding  | Aprilia | 57   |
| 10  | 38 | Bradley Smith  | Aprilia | 55   |

| Pos | Továrna | Body |
| --- | ------- | ---- |
| 1   | Aprilia | 186  |
| 2   | Derbi   | 154  |
| 3   | KTM     | 52   |
| 4   | Loncin  | 1    |

| Předchozí Velká cena: Velká cena Katalánska 2008 | Mistrovství světa silničních motocyklů 2008 | Následující Velká cena: Velká cena Nizozemska 2008 |
| Předchozí ročník: Velká cena Velké Británie 2007 | Velká cena Velké Británie                   | Následující ročník: Velká cena Velké Británie 2009 |